# Краус, Август
Август Фридрих Иоганн Кра́ус (нем. August Friedrich Johann Kraus; 9 июля 1868, Рурорт — 8 февраля 1934, Берлин) — немецкий скульптор и медальер.

## Биография
Август Краус родился в семье кучера. Детство провёл в Рурорте, в 1877 году семья Краусов переехала в Баден-Баден. В 1882 году Краус учился на каменотёса. В 1883 году он с семьёй переехал в Страсбург, где продолжил обучение и до 1887 года посещал городскую ремесленную школу. В 1887—1891 годах Краус учился в Прусской академии художеств в Берлине. До 1898 года состоял подмастерьем в мастерской Рейнгольда Бегаса. В 1899 году Краус открыл собственную мастерскую и участвовал в скульптурном оформлении берлинской аллеи Победы и создал для неё скульптурную группу № 6. Младший брат Августа Крауса Фриц также стал скульптором, но погиб на фронте в апреле 1918 года.
В 1900 году Прусская академия искусств присудила Августу Краусу государственную премию в форме стипендии на пятилетнее пребывание в Риме, где Краус под влиянием Адольфа фон Гильдебранда выработал собственный стиль и наряду с Луи Тюайоном и Августом Гаулем стал одним из предвестников модерна. Краус вернулся в Берлин в 1906 году, где окончательно порвал со своим художественным прошлым и вступил в Берлинский сецессион. Вместе с другом Генрихом Цилле впоследствии перешёл в Свободный сецессион. В 1914—1920 годах являлся директором Музея Рауха. Берлинское объединение скульпторов избрало его своим первым председателем.
После прихода к власти национал-социалистов Краус в ноябре 1933 года был избран советником Имперской палаты культуры. В том же году Краус возглавил отдел изобразительного искусства в подвергшейся чисткам Академии художеств и некоторое время занимал там должность вице-президента. В этом качестве 3 ноября 1933 года Август Краус подписал заявление о лояльности Адольфу Гитлеру. С 1933 года и до своей смерти Август Краус являлся исполняющим обязанности президента Прусской академии художеств. Похоронен на кладбище Хеерштрассе в Шарлоттенбург-Вильмерсдорфе.